# Soulier d'or belge 2010
Le Soulier d'or 2010 est un trophée individuel, récompensant le meilleur joueur du championnat de Belgique sur l'ensemble de l'année 2010. Ceci comprend donc à deux demi-saisons, la fin de la saison 2009-2010, de janvier à juin, et le début de la saison 2010-2011, de juillet à décembre.

## Lauréat
Il s'agit de la cinquante-septième édition du trophée, remporté pour la seconde fois par le milieu de terrain du RSC Anderlecht Mbark Boussoufa. Il est le huitième joueur à recevoir, au moins, deux fois le Soulier d'Or, et le deuxième joueur étranger.
Comme lors de son sacre en 2006, il assure sa victoire lors du premier tour des votes, au cours duquel il récolte 242 points. Il devance trois de ses coéquipiers, respectivement Romelu Lukaku, Lucas Biglia et Jelle Van Damme, résultat logique tant la domination du club bruxellois sur le championnat  2009-2010 a été totale. Au second tour, il est troisième derrière Jelle Vossen, meilleur buteur du championnat au moment du vote, et Romelu Lukaku. Finalement, Boussoufa devance ces deux derniers, avec une marge confortable de 90 points d'avance sur son jeune coéquipier.

## Classement complet
| Place | Joueur              | Nationalité sportive             | Club(s)                               | Total |
| ----- | ------------------- | -------------------------------- | ------------------------------------- | ----- |
| 1.    | Mbark Boussoufa     | Maroc                            | RSC Anderlecht                        | 344   |
| 2.    | Romelu Lukaku       | Belgique                         | RSC Anderlecht                        | 255   |
| 3.    | Jelle Vossen        | Belgique                         | Cercle Bruges / KRC Genk              | 187   |
| 4.    | Ronald Vargas       | Venezuela                        | FC Bruges                             | 57    |
| 5.    | Lucas Biglia        | Argentine                        | RSC Anderlecht                        | 52    |
| 6.    | Silvio Proto        | Belgique                         | RSC Anderlecht                        | 37    |
| 7.    | Simon Mignolet      | Belgique                         | Saint-Trond VV / Sunderland           | 26    |
| =.    | Jelle Van Damme     | Belgique                         | RSC Anderlecht                        | 26    |
| =.    | Kevin De Bruyne     | Belgique                         | KRC Genk                              | 26    |
| 10.   | Christophe Lepoint  | Belgique                         | La Gantoise                           | 23    |
| 11.   | Yassine El Ghanassy | Belgique                         | La Gantoise                           | 21    |
| 12.   | Mehdi Carcela       | Maroc                            | Standard de Liège                     | 16    |
| ==.   | Jonathan Legear     | Belgique                         | RSC Anderlecht                        | 16    |
| 14.   | Bernd Thijs         | Belgique                         | La Gantoise                           | 10    |
| ==.   | Axel Witsel         | Belgique                         | Standard de Liège                     | 10    |
| 16.   | Dorge Kouemaha      | Cameroun                         | FC Bruges                             | 9     |
| ==.   | Roberto Rosales     | Venezuela                        | La Gantoise / FC Twente               | 9     |
| ==.   | Steven Defour       | Belgique                         | Standard de Liège                     | 9     |
| 19.   | Bojan Jorgacević    | Serbie                           | La Gantoise                           | 7     |
| 20.   | Roland Juhasz       | Hongrie                          | RSC Anderlecht                        | 6     |
| 21.   | Carl Hoefkens       | Belgique                         | FC Bruges                             | 5     |
| 22.   | Thibaut Courtois    | Belgique                         | KRC Genk                              | 4     |
| ==.   | Cheikhou Kouyaté    | Sénégal                          | RSC Anderlecht                        | 4     |
| ==.   | Christian Benteke   | Belgique                         | KV Courtrai / FC Malines              | 4     |
| ==.   | Olivier Deschacht   | Belgique                         | RSC Anderlecht                        | 4     |
| 26.   | Stijn Stijnen       | Belgique                         | FC Bruges                             | 3     |
| ==.   | Elyaniv Barda       | Israël                           | KRC Genk                              | 3     |
| ==.   | Guillaume Gillet    | Belgique                         | RSC Anderlecht                        | 3     |
| ==.   | Glenn Verbauwhede   | Belgique                         | KV Courtrai                           | 3     |
| ==.   | Elimane Coulibaly   | Sénégal                          | La Gantoise                           | 3     |
| 31.   | Davy De Beule       | Belgique                         | KV Courtrai                           | 2     |
| ==.   | Franck Berrier      | France                           | SV Zulte Waregem / Standard de Liège  | 2     |
| ==.   | Benjamin De Ceulaer | Belgique                         | RKC Waalwijk / KSC Lokeren            | 2     |
| ==.   | Milan Jovanović     | Serbie                           | Standard de Liège / Liverpool         | 2     |
| ==.   | Matías Suárez       | Argentine                        | RSC Anderlecht                        | 2     |
| ==.   | Marvin Ogunjimi     | Belgique                         | KRC Genk                              | 2     |
| ==.   | Thomas Buffel       | Belgique                         | KRC Genk                              | 2     |
| ==.   | Ivan Perišić        | Croatie                          | FC Bruges                             | 2     |
| 39.   | Joachim Mununga     | République démocratique du Congo | FC Malines                            | 1     |
| ==.   | Matthias Lepiller   | France                           | KAS Eupen                             | 1     |
| ==.   | Gohi Bi Cyriac      | Côte d'Ivoire                    | Standard de Liège                     | 1     |
| ==.   | Marcin Wasilewski   | Pologne                          | RSC Anderlecht                        | 1     |
| ==.   | Nabil Dirar         | Maroc                            | FC Bruges                             | 1     |
| ==.   | Marko Šuler         | Slovénie                         | La Gantoise                           | 1     |
| ==.   | Sammy Bossut        | Belgique                         | SV Zulte Waregem                      | 1     |
| ==.   | Habib Habibou       | France                           | Sporting Charleroi / SV Zulte Waregem | 1     |

## Autres prix décernés lors de la cérémonie

### Meilleur belge à l'étranger
|    | Vainqueur         | Club                     | Championnat    |
| -- | ----------------- | ------------------------ | -------------- |
| 1. | Vincent Kompany   | Manchester City          | Premier League |
| 2. | Eden Hazard       | Chelsea                  | Premier League |
| 3. | Nicolas Lombaerts | Zénith Saint-Pétersbourg | Premier-Liga   |
| 4. | Jan Vertonghen    | Tottenham                | Premier League |
| 5. | Daniel Van Buyten | Bayern Munich            | Bundesliga     |

### Plus beau but du championnat belge
|    | Vainqueur    | Nationalité | Club                  |
| -- | ------------ | ----------- | --------------------- |
| 1. | Wesley Sonck | Belgique    | FC Bruges / Lierse SK |

### Sources
- (nl) Cet article est partiellement ou en totalité issu de l’article de Wikipédia en néerlandais intitulé « Belgische Gouden Schoen 2010 » (voir la liste des auteurs).